# Rakuten Japan Open Tennis Championships 2011
Rakuten Japan Open Tennis Championships 2011 — тенісний турнір, що проходив на кортах з твердим покриттям у місті Tokyo, Японія з 3 жовтня . Належав до категорії ATP World Tour 500, був турніром серії Japan Open (теніс) 2011 року.

## Фінальна частина

### Одиночний розряд
Енді Маррей —  Рафаель Надаль 3–6, 6–2, 6–0

### Парний розряд
Енді Маррей /  Джеймі Маррей —  Франтішек Чермак /  Філіп Полашек 6–1, 6–4